# 榊原英資の食卓の向こうに
榊原英資の食卓の向こうに（さかきばらえいすけのしょくたくのむこうに）は、BS-iで2006年10月6日から2007年6月29日まで放送の食文化をテーマにした情報番組。放送時間は毎週金曜日の21:00～21:54。
毎回1つの食品をテーマとし、榊原英資とゲストの対談形式で食文化について談義する。プロの料理人がテーマとなる食品を使用した料理を供するのが特徴。
テーマに関する蘊蓄や歴史、番組で供した料理を家庭で手軽に再現するためのレシピも紹介する。

## 出演者

### 司会
- 榊原英資

### アシスタント
- 竹内香苗（TBSアナウンサー）
- 岡村仁美（TBSアナウンサー） ※2007年4月20日放送分のみ

### 調理担当
- 北岡尚信（「プティポワン」オーナーシェフ）
- 徳岡邦夫（「京都吉兆嵐山本店」総料理長）

### その他
- 田中雄介（フリーアナウンサー）
- 宮本ムサシ（同上）

## これまでのテーマ
| 回数   | 放送日         | テーマ       | ゲスト              |
| ------ | -------------- | ------------ | ------------------- |
| 第1回  | 2006年10月6日  | 米           | 塩川正十郎          |
| 第2回  | 2006年10月13日 | 牛肉         | 大賀典雄            |
| 第3回  | 2006年10月20日 | 鯛           | 田原総一朗          |
| 第4回  | 2006年10月27日 | 松茸&きのこ  | 玉村豊男            |
| 第5回  | 2006年11月3日  | 大根         | 衣笠祥雄            |
| 第6回  | 2006年11月10日 | 白菜         | 荒俣宏              |
| 第7回  | 2006年11月24日 | バター       | 高橋和              |
| 第8回  | 2006年12月1日  | 蕎麦         | 成毛真              |
| 第9回  | 2006年12月8日  | 蟹           | 茂木健一郎          |
| 第10回 | 2006年12月15日 | 醤油         | 鏡味徳房            |
| 第11回 | 2006年12月22日 | かぶら       | 嶌信彦              |
| 第12回 | 2006年12月29日 | まぐろ       | 小野二郎            |
| 第13回 | 2007年1月5日   | 卵           | 岸朝子              |
| 第14回 | 2007年1月12日  | 豆           | 谷津義男            |
| 第15回 | 2007年1月19日  | いちご       | 福井栄治            |
| 第16回 | 2007年1月26日  | 鴨           | 角盈男              |
| 第17回 | 2007年2月2日   | 豚肉         | 奥田碩              |
| 第18回 | 2007年2月9日   | 鰤           | 茂木友三郎          |
| 第19回 | 2007年2月16日  | トリュフ     | 小倉和夫            |
| 第20回 | 2007年2月23日  | ほうれんそう | 鳩山由紀夫・鳩山幸  |
| 第21回 | 2007年3月2日   | 蛤           | 千住博              |
| 第22回 | 2007年3月9日   | 麺           | 沢田浩              |
| 第23回 | 2007年3月16日  | 牛乳         | 中村宏治            |
| 第24回 | 2007年3月23日  | 春キャベツ   | 川井郁子            |
| 第25回 | 2007年3月30日  | 白魚         | 松本大              |
| 第26回 | 2007年4月6日   | 筍           | 山田啓二            |
| 第27回 | 2007年4月13日  | アスパラガス | 有森裕子            |
| 第28回 | 2007年4月20日  | じゃがいも   | 竹田圭吾            |
| 第29回 | 2007年4月27日  | わさび       | 林家正蔵            |
| 第30回 | 2007年5月4日   | 山菜         | グレン・S・フクシマ |
| 第31回 | 2007年5月11日  | 鰹           | 舞の海秀平          |
| 第32回 | 2007年5月18日  | 鶏           | 中村扇雀            |
| 第33回 | 2007年5月25日  | たまねぎ     | 増田寛也            |
| 第34回 | 2007年6月1日   | 羊           | 西川恵              |
| 第35回 | 2007年6月8日   | にんじん     | 池坊美佳            |
| 第36回 | 2007年6月15日  | 海老         | 迫本淳一            |
| 第37回 | 2007年6月22日  | ピーマン     | 行天豊雄            |
| 第38回 | 2007年6月29日  | トマト       | 明石康              |